# Hans Mayer
Hans Mayer (Colonia, 19 de marzo de 1907-Tubinga, 19 de mayo de 2001) fue un investigador literario alemán. También adquirió reconocimiento internacional como crítico, musicólogo y escritor. Además fue jurista e investigador social.

## Vida
Provenía de una familia judía burguesa, su padre era comerciante y coleccionista de arte, y fue asesinado junto con su madre en Auschwitz. Fue a la escuela y al gimnasio Schiller en Ehrenfeld. Le influyeron en su juventud los escritos tempranos de Karl Marx y los trabajos de Georg Lukács, y se consideraba socialista y marxista.
Estudió jurisprudencia y ciencias políticas, historia y música en Colonia, Bonn y Berlín; en 1930 en Colonia bajo la dirección de Hans Kelsen consiguió el título de Legum Doctor con su tesis Die Krise der deutschen Staatslehre. Al mismo tiempo se afilió al Partido Socialdemócrata de Alemania (SPD) y colaboró con la revista Der Rote Kämpfer. A finales de 1931 formó parte de los fundadores del Partido de los Trabajadores Socialistas de Alemania (SAPD), del que fue expulsado un año más tarde por la simpatía que le inspiraba el Partido Comunista de Alemania-Oposición (KPD-O). Como era judío y marxista fue inhabilitado para desempeñar ninguna profesión en el año 1933. Huyó en agosto a Francia, donde por un breve periodo de tiempo trabajo como redactor jefe del diario del KPD-O Neuen Welt. En 1934 se trasladó a Ginebra, donde trabajo como investigador social para Hans Kelsen y Max Horkheimer. En 1935 abandonó el KPD-O. En esa época sus ideas sobre ciencia literaria se vieron influidas por Jacob Burckhardt.

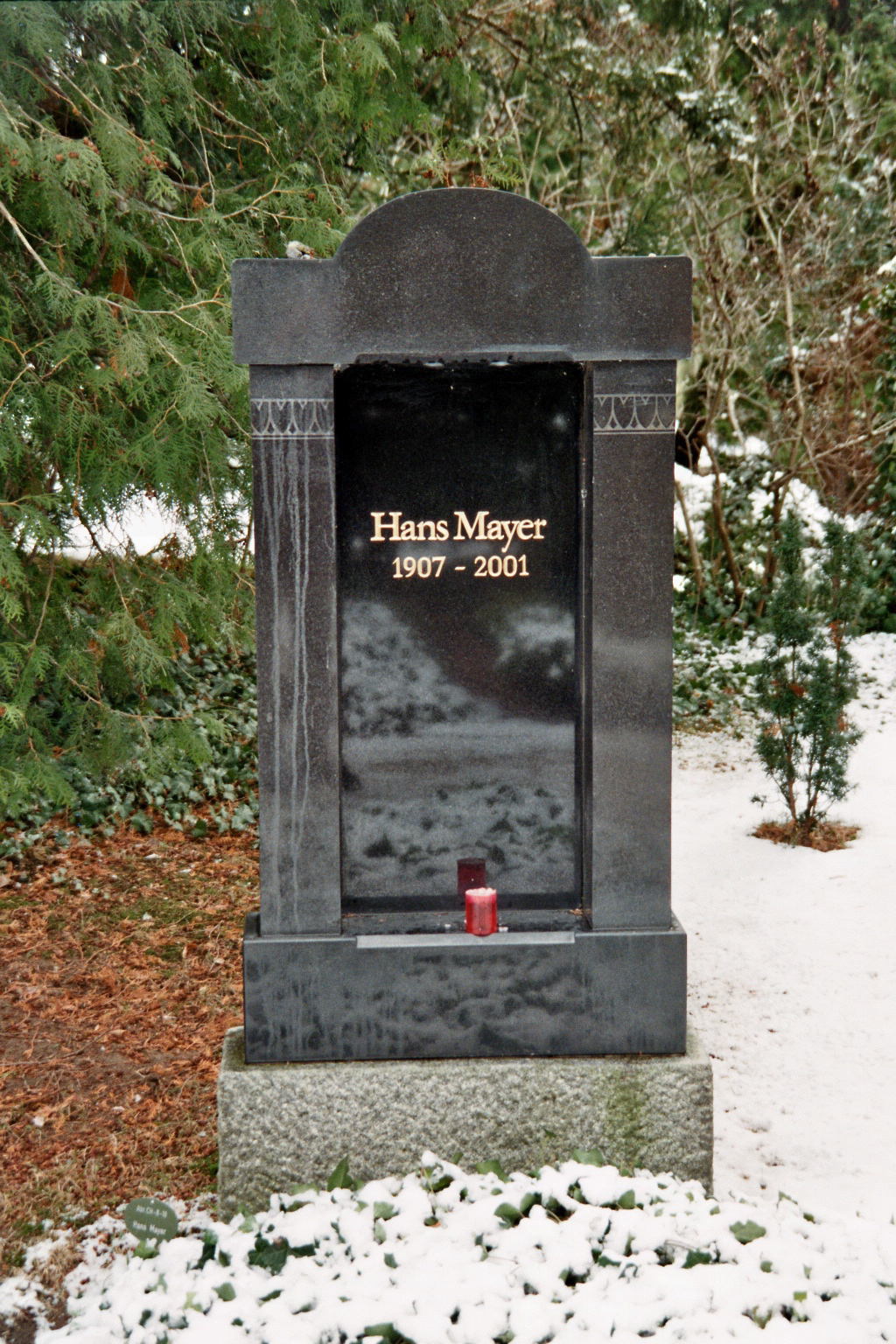
Tumba de Hans Mayer en el cementerio de Dorotheenstadt (Berlín).

Entre 1937 y 1939 fue miembro del Collège de Sociologie, fundado en 1937 por Georges Bataille, Michel Leiris y Roger Caillois, entre otros exiliados como Walter Benjamin y Paul Ludwig Landsberg. Allí impartió una conferencia sobre sociedades políticas secretas del romanticismo alemán, y de cómo habían anticipado la simbología nazi. 
En 1945, después del final de la guerra, regresó a Alemania. La administración norteamericana le nombró redactor cultural de la agencia de noticias DENA, predecesora de la Deutsche Presse-Agentur, y posteriormente redactor jefe de política de Radio Frankfurt. En 1948 se fue con su amigo Stephan Hermlin a la Zona de Ocupación Soviética de Alemania. Participó en el primer congreso de escritores de Alemania.
En Leipzig consiguió una cátedra en ciencia literaria y se convirtió en uno de los críticos de la nueva literatura alemana más influyentes, con posibilidad de moverse por las dos Alemanias. En el este destacó por sus conferencias y sus debates, en el oeste se convirtió en un invitado de los congresos que organizaba el Grupo 47. En esa época mantuvo contactos con Bertolt Brecht.
A partir de 1956 su relación con los dirigentes de la República Democrática Alemana (RDA) se volvió tensa. En 1963 se fue a Tubinga a una visita editorial y no regresó al este. Entre 1964 y 1967 presentó junto al crítico Marcel Reich-Ranicki el programa de radio y televisión Das literarische Kaffeehaus. En 1965 ocupó una cátedra en la Universidad de Hanóver, cargo que ocupó hasta que se convirtió en profesor emérito en el año 1973. Desde entonces residió en Tubinga como catedrático honorario. Con los años perdió la vista, pero pudo seguir trabajando a base de dictar sus textos.
Falleció a los dos meses de cumplir 94 años. Después de su cumpleaños dijo «es suficiente» y decidió dejar de alimentarse y de beber. Su tumba se encuentra en el cementerio de Dorotheenstadt, en Berlín.

## Obra
La obra de Mayer abarca más de cuarenta volúmenes. En sus investigaciones de dedicó a la historia de la literatura, y estudió a autores como Georg Büchner, Thomas Mann, Montaigne, Robert Musil, James Joyce, Uwe Johnson, Günter Grass y Hans Henny Jahnn.
En 1935, durante su exilio, escribió su estudio preliminar sobre Georg Büchner. Más tarde este estudio fue convalidado por la Universidad de Leipzig para su habilitación. En 1962 publicó una recopilación de artículos con el título Zur deutschen Literatur der Zeit. En 1982 público sus memorias en dos volúmenes, Ein Deutscher auf Widerruf, y en 1986 el libro Das unglückliche Bewusstsein - Zur deutschen Literaturgeschichte von Lessing bis Heine
En 1975 apareció el libro Außenseiter, donde se tratan algunos de los temas principales de su obra. El ejemplar trata sobre tres grupos de personas que a lo largo de la historia han sido discriminados: las mujeres, los gais y los judíos (Mayer era homosexual y judío). Der Turm von Babel, publicada en 1991, es un obituario de la RDA, cuya frase principal es «El final malo no refuta un principio posiblemente bueno». La RDA había sido para él durante mucho tiempo el mejor de los dos estados alemanes. Su último libro fue Erinnerungen an Willy Brandt, aparecido en el año 2001.

## Recepción
En las apreciaciones del trabajo de Mayer frecuentemente se han destacado estos puntos:
- Defendió a autores como Franz Kafka, Marcel Proust, James Joyce y Ernst Bloch durante el estalinismo.
- Era importante para él que sus conferencias fomentasen la humanidad.
- Se señala su especial atención por los rebeldes y los marginados.
- Ayudó a algunos jóvenes autores, como a Uwe Johnson.

Mayer fue ciudadano de honor de Leipzig, Doctor honoris causa en universidades de Bruselas, Wisconsin y Leipzig, y profesor de honor de la Universidad de Pekín. Recibió el Nationalpreis der DDR y la Orden del Mérito de la República Federal de Alemania. En una recepción de judíos de Tubinga celebrada en el ayuntamiento  recibió la medalla de la ciudad. Ganó el premio Deutscher Kritikerpreis en 1965, el premio Ernst Bloch en 1988 y el premio Heinrich Mann en 1995. Recibió en el año 1990 la Österreichische Ehrenzeichen für Wissenschaft und Kunst. Fue miembro de la Academia de las Artes de Berlín y miembro de honor de la Sächsische Akademie der Künste.
El 4 de diciembre de 2002 se inauguró un camino con su nombre en Welfengarten, detrás de la Universidad de Hanóver. El 28 de mayo de 2009 se inauguró otro camino con su nombre en el campus de la Universidad de Colonia. Hans Mayer es junto con Walter Benjamin, que también perteneció al Collège de Sociologie, uno de los críticos literarios más importantes del siglo XX.

## Obras (selección)
- Karl Marx und das Elend des Geistes. Studien zur neuen deutschen Ideologie, 1948
- "Welt und Wirkung Henri Bergsons", en Literatur der Übergangszeit, 1949
- Richard Wagner, 1959
- Von Lessing bis Thomas Mann. Wandlungen der bürgerlichen Literatur in Deutschland, 1959
- Zur deutschen Literatur der Zeit, 1967, trad. De la literatura alemana contemporánea, Fondo de cultura económica, 1972
- Das Geschehen und das Schweigen. Aspekte der Literatur, 1969
- Der Repräsentant und der Märtyrer. Konstellationen der Literatur, 1971
- Georg Büchner und seine Zeit, 1972
- Außenseiter, 1975, trad. Historia maldita de la literatura, Taurus, 1977
- Ein Deutscher auf Widerruf, 1982
- Widersprüche einer europäischen Literatur, 1984
- Das unglückliche Bewusstsein - Zur deutschen Literaturgeschichte von Lessing bis Heine, 1986
- Der Turm von Babel, 1991
- Versuch über Hans Henny Jahnn, 1984, 1994
- Abermals: "Deutschland und die Deutschen" 1991, en Thomas Mann: Deutschland und die Deutschen, 1945
- Wendezeiten - Über Deutsche und Deutschland, 1993
- Der Widerruf. Über Deutsche und Juden, 1994
- Zeitgenossen: Erinnerung und Deutung, 1998
- Gelebte Musik - Erinnerungen, 1999
- Erinnerungen an Willy Brandt, 2001
- Briefe 1948–1963, edición y comentarios de Mark Lehmstedt, 2006

Entre 1954 und 1976 Hans Mayer editó trabajos sobre crítica literaria alemana, que aparecieron con los siguientes títulos:
- Deutsche Literaturkritik, 1962–1976
  - Vol. I: Meisterwerke deutscher Literaturkritik. Aufklärung, Klassik, Romantik
  - Vol. II: Deutsche Literaturkritik im 19. Jahrhundert. Von Heine bis Mehring
  - Vol. III:  Deutsche Literaturkritik im zwanzigsten Jahrhundert. Kaiserreich, Erster Weltkrieg und erste Nachkriegszeit (1889–1933)
  - Vol. IV, 1 y 2: Deutsche Literaturkritik der Gegenwart. Vorkrieg, Zweiter Weltkrieg und zweite Nachkriegszeit (1933–1968)